# شهبازلو
شهبازلو، روستایی در دهستان انگوت شرقی بخش مرکزی شهرستان انگوت در استان اردبیل ایران است.

## جمعیت
بر پایه سرشماری عمومی نفوس و مسکن در سال ۱۳۹۵، جمعیت این روستا برابر با ۹۷ نفر (۲۵ خانوار) بوده‌است.